# Számadó Ernő
Számadó Ernő (írói álneve: Békésy András; betűjegyei: S. E.; Sz. E.; Budapest, 1907. december 11. – Értarcsa, 1983. március 30.) magyar költő.

## Életútja, munkássága
Középiskolai tanulmányait Békésen, Mezőberényben és Békéscsabán végezte.
Első verseit Tóth Árpád biztatása nyomán a Békési Hírlap és a budapesti Vasárnap közölte. Dolgozott mint órásinas, majd mindenes volt a Győri Színkör vándortársulatnál, később egy fűszerkereskedésben; volt alkalmi munkás, közben saját verseit és rajzait árulta a pesti utcán. Népi ihletésű alkotásaiban a nincstelenek szószólójának tekintette magát, verseinek tematikáját a perifériára sodródott ember létkérdései uralják. 1942-ben súlyos ideg-összeroppanással az Értarcsa melletti Budai tanyára került. 1957-ben a Sass Kálmán érmihályfalvi lelkész elleni hazaárulási perben 25 év börtönre ítélték, 1964-ben, kegyelmi rendelet alapján szabadult.
A második világháború után verseit, érmelléki meséit (ez utóbbiakat Békési András álnéven) az Utunk, Igaz Szó, Előre, Fáklya közölte. Születésének 90. évfordulóján a Varadinum rendezvényei keretében csónak alakú fejfát állítottak sírjára az érkeserűi temetőben. 2013-ban a fejfát felújították.

## Kötetei
- Újsütet kenyér; Budai Szépművészeti Társulat, Bp., 1932
- Arccal borulok a földre; Magyar Élet, Bp., 1934
- Májusfa; szerzői, Bp., 1937
- Fonóka mesék. Az ifjúság számára; Singer-Wolfner, Bp., 1939
- Karácsony; szerzői, Bp., 194?
- Új harcok elé; s.n., Bp., 1940
- Mesemalom; Könyv és Lapkiadó R. T., Bp., 1940
- Számadó Ernő–Sértő Kálmán–Szerető Sándor: Új versek; Turul Ny., Bp., 1940
- Meg kell a búzának érni ...; szerzői, Bp., 1941
- Számadó Ernő, Szerető Sándor, Tábor István versei; Könyv- és Lapkiadó rt., Bp., 1941
- Fegyvert és vitézt éneklek... (versek, Budapest, 1941)
- Új antológia (válogatott versek, Budapest, 1941)
- Miénk a holnap ...!; s. n., Bp., 1942
- És mégis győztünk!...; s.n., Bp., 1942
- Az özönhajú varga meséi; Singer-Wolfner, Bp., 1943
- Békésy András: A csodálatos miskapipa. Érmelléki mesék; ill. Andrásy Zoltán; Állami, Bukarest, 1949
- Segíts meg, emberségem! Gábor Ferenc, Máté Imre, Számadó Ernő versei; Kriterion, Bukarest, 1984
- Fenyőfa a lápon. Versek; szerk., ill. Gavrucza Tibor; Europrint, Nagyvárad, 2010
- A csend beszéde. Versek; szerk., ill. Gavrucza Tibor; Europrint, Nagyvárad, 2011
- Érmelléki mesék a Hímeshát szigetről; szerk. Gavrucza Tibor, ill. Gavrucza Nagy Pál, Gavrucza Nagy Bence; Europrint, Nagyvárad, 2013

Meséi jelentek meg a Nagyapó mesefája 7. kötetében (Bukarest, 1976), néprajzi közlései a Népismereti Dolgozatokban (Bukarest, 1976).